# Episodi di Room 104 (seconda stagione)
La seconda stagione della serie televisiva Room 104, composta da 12 episodi, è stata trasmessa in prima visione assoluta negli Stati Uniti d'America sul canale HBO dal 9 novembre al 15 dicembre 2018.
In Italia la stagione è stata trasmessa su Sky Atlantic, canale a pagamento della piattaforma satellitare Sky, dal 13 febbraio al 6 marzo 2019.
| n° | Titolo originale                 | Titolo italiano              | Prima TV USA     | Prima TV Italia  |
| -- | -------------------------------- | ---------------------------- | ---------------- | ---------------- |
| 1  | FOMO                             | Fomo                         | 9 novembre 2018  | 13 febbraio 2019 |
| 2  | Mr. Mulvahill                    | Il signor Mulvahill          | 10 novembre 2018 | 13 febbraio 2019 |
| 3  | Swipe Right                      | Appuntamento al buio         | 16 novembre 2018 | 13 febbraio 2019 |
| 4  | Hungry                           | Affamati                     | 17 novembre 2018 | 20 febbraio 2019 |
| 5  | The Woman in the Wall            | La donna nel muro            | 23 novembre 2018 | 20 febbraio 2019 |
| 6  | Arnold                           | Arnold                       | 24 novembre 2018 | 20 febbraio 2019 |
| 7  | The Man and the Baby and the Man | L'uomo e il bambino e l'uomo | 30 novembre 2018 | 27 febbraio 2019 |
| 8  | A Nightmare                      | Incubi                       | 1º dicembre 2018 | 27 febbraio 2019 |
| 9  | The Return                       | Il ritorno                   | 7 dicembre 2018  | 27 febbraio 2019 |
| 10 | Artificial                       | Ibridi                       | 8 dicembre 2018  | 6 marzo 2019     |
| 11 | Shark                            | Fifty-Fifty                  | 14 dicembre 2018 | 6 marzo 2019     |
| 12 | Josie & Me                       | Io e Josie                   | 15 dicembre 2018 | 6 marzo 2019     |

## Fomo
- Titolo originale: FOMO
- Diretto da: Ross Partridge
- Scritto da: Mark Duplass

### Trama
Una ragazza festeggia il suo compleanno con i suoi amici, confessando che non ha invitato sua sorella. Le cose inizieranno ad andare male quando la sorella arriva inaspettatamente.
- Cast: Charlyne Yi (Gracie); Jennifer Lafleur (Karen); Tom Lenk (Matty); Pia Shah (Tanya)

## Il signor Mulvahill
- Titolo originale: Mr. Mulvahill
- Diretto da: Ross Partridge
- Scritto da: Mark Duplass

### Trama
Un uomo si confronta con il suo ex insegnante di musica di terza elementare, cercando di estorcergli una confessione su un fatto che lo ha condizionato per tutta la vita.
- Cast: Rainn Wilson (Jim); Frank Birney (Sig. Mulvahill)

## Appuntamento al buio
- Titolo originale: Swipe Right
- Diretto da: Liza Johnson
- Scritto da: Liza Johnson

### Trama
Un eccentrico tecnologo e politico russo organizza un primo appuntamento con un'infermiera veterinaria dopo averla incontrata via internet.
- Cast: Michael Shannon (Nathan); Judy Greer (Darla Andrews); Katya Zamolodchikova (Ochin'priyatna)

## Affamati
- Titolo originale: Hungry
- Diretto da: Patrick Brice
- Scritto da: Mark Duplass

### Trama
Due sconosciuti si incontrano per soddisfare una fantasia reciproca, l'evirazione e il cucinare e mangiare ciò che è stato evirato. Vengono però interrotti da un agente di polizia sospettoso che chiamerà rinforzi. Dopo avergli fatto sentire una registrazione dove indicano di essere pienamente coscienti di ciò che stanno facendo, gli agenti non possono fare nulla e se ne vanno.
- Tratto da una storia vera
- Cast: Mark Proksch (Gene); Kent Osborne (Dan); Michole Briana White (poliziotta)

## La donna nel muro
- Titolo originale: The Woman in the Wall
- Diretto da: Gaby Hoffmann
- Scritto da: Esti Giordani (soggetto); Mark Duplass (sceneggiatura)

### Trama
Una donna malata cerca conforto da una voce proveniente dalle mura della stanza, che la convince di non soffrire di alcuna malattia. La donna peggiora ed è costretta alla sedia a rotelle, così torna nella stanza per scagliare tutta la sua frustrazione alla voce nel muro, per poi andarsene. Torna per la terza volta ed ora è guarita e felice perché si è sposata ma la voce la attira a sé.
- Cast: Dolly Wells (Catherine)

## Arnold
- Titolo originale: Arnold
- Diretto da: Julian Wass
- Scritto da: Mark Duplass e Julian Wass

### Trama
Proposto come un musical, un uomo cerca di mettere insieme i suoi ricordi della notte appena passata e della donna che ha incontrato.
- Cast: Brian Tyree Henry (Arnold); Ginger Gonzaga (Vicki); Chris McLaughlin (Chris); Phil Matarese (P-Dawg); Baraka May (Jenny / Cecily)

## L'uomo e il bambino e l'uomo
- Titolo originale: The Man and the Baby and the Man
- Diretto da: Josephine Decker
- Scritto da: Josephine Decker (soggetto); Josephine Decker e Onur Tukel (sceneggiatura)

### Trama
Una coppia cerca di registrare un video sui loro tentativi di concepire un figlio, comprese le difficoltà. Hanno intenzione di mostrare al futuro figlio questo video.
- Cast: Josephine Decker (Rosie); Onur Tukel (Erol)

## Incubi
- Titolo originale: A Nightmare
- Diretto da: Jonah Markowitz
- Scritto da: Mark Duplass

### Trama
Una ragazza si trova incapace di sfuggire a una serie di incubi sempre più inquietanti, alcuni dei quali coinvolgono la madre.
- Cast: Natalie Morales (Jess); Marlene Forte (Madre di Jess)

## Il ritorno
- Titolo originale: The Return
- Diretto da: So Yong Kim
- Scritto da: Mark Duplass

### Trama
Una vedova porta la sua giovane figlia nella stanza 104 per aiutare la ragazza ad affrontare la morte del padre. Dopo aver provato un incantesimo in stile "Harry Potter" la bambina inizia a sentire delle voci che fanno da tramite tra lei e suo padre. Nonostante ci sia un modo per riportarlo indietro, alla fine decide di dirgli definitivamente addio.
- Cast: Stephanie Alynne (Sarah); Abby Ryder Fortson (Elle)

## Ibridi
- Titolo originale: Artificial
- Diretto da: Natalie Morales
- Scritto da: Mark Duplass

### Trama
Una donna che dice essere un ibrido invita un reporter scettico per un'intervista. Durante l'intervista la donna cerca in ogni modo di convincere il reporter, dal dover ricaricarsi al dove è stata costruita. Nonostante dice di essere il primo prototipo, a supporto di ciò mostra una presa dietro al collo, il reporter non è ancora convinto. Così opta per una scelta ardua, prende un coltello e lo pianta nella mano del reporter, quando si accorge di non provare dolore e di essere anch'esso un ibrido si spegne.
- Cast: Katie Aselton (Helen); Sheaun McKinney (Charles); Julian Grant (Roger); Eric Wentz (Felix)

## Fifty-Fifty
- Titolo originale: Shark
- Diretto da: Mark Duplass
- Scritto da: Mark Duplass

### Trama
Un giocatore di biliardo e suo cugino, che fanno soldi truffando malcapitati, hanno una discussione sui loro punti di vista contrastanti.
- Cast: Mahershala Ali (Franco); James Earl (Ollie)

## Io e Josie
- Titolo originale: Josie & Me
- Diretto da: Lila Neugebauer
- Scritto da: Lauren Budd

### Trama
Una drammaturga in cerca di ispirazione chiede alla giovane sé stessa di rivivere gli eventi di una notte di festa dei suoi anni universitari.
- Cast: Mary Wiseman (Josie); Zane Pais (Jon); Joel Allen (Donovan); Anita Kalathara (Emily)